# Aymar de Clermont de Chaste
Aymar de Clermont de Chaste (1534? — 1603), mais conhecido por comendador de Chaste (ou de Chastes), por deter a comenda da Ordem do Hospital, foi almirante francês, governador militar da cidade de Dieppe e vice-rei da Nova França (no actual Canadá). Distinguiu-se durante as guerras franco-espanholas de 1582 a 1598 e foi figura relevante do apoio francês a D. António I, prior do Crato, durante a sua estadia nos Açores.

## Biografia
Um aristocrata da corte real francesa, Aymar (ou Aimar) de Clermont de Chaste serviu como governador de Dieppe e de Arques, foi embaixador francês na corte inglesa no último quartel do século XVI e vice-almirante de França. Era cavaleiro e comendador da Ordem de São João de Jerusalém (Ordem do Hospital) e em 1593 foi feito grão-mestre da Ordem de São Lázaro (Ordre de Saint-Lazare). Era também Vice-Almirante dos Mares do Poente (Vice-Amiral des Mers du Ponant) por Henrique IV da França.
O comendador de Chaste comandou uma força naval franco-portuguesa empenhada no apoio a D. António, prior do Crato, na sua tentativa de assumir a coroa portuguesa durante a crise de sucessão de 1580. Nessa condição, participou na batalha naval de Vila Franca do Campo, tendo ficado na Terceira como comandante das forças francesas que permaneceram naquela ilha após a partida de D. António para França. Participou activamente na resistência ao desembarque da Baía das Mós, em Julho de 1583, sendo o último comandante militar pró-antonino a capitular perante as forças comandadas por D. Álvaro de Bazán.
Após o desembarque castelhano na Terceira, refugiou-se na Agualva, conseguindo uma rendição honrosa que lhe permitiu partir para França com os seus homens, bandeiras e armamento.
Henrique IV de França nomeou o comendador de Chaste como vice-rei da Nova França (a região do São Lourenço, no actual Canadá), a 6 de Fevereiro de 1602, e concessionou-lhe o exclusivo do comércio das peles naqueles territórios. Para permitir a exploração da sua concessão, Chaste formou uma companhia, que tinha como sócios outros aristocratas e um grupo de comerciantes de Rouen e de outras cidades costeiras da Normandia. Aquela companhia (Compagnie du Canada et Acadia) estabeleceria o domínio francês sobre o comércio das peles na bacia do São Lourenço, domínio que persistiria durante mais de um século e abriria caminho para a colonização francesa e para a fundação do actual Quebec.
Naquelas funções, coube ao comendador de Chaste organizar uma expedição francesa ao rio São Lourenço (Canadá).  A expedição incluía, entre outros, Pierre Dugua de Mons e Samuel de Champlain. Devido à sua avançada idade, o comendador de Chaste não participou na expedição, cabendo a Samuel de Champlain dirigir as operações.
Aymar de Chaste faleceu em 1603, pouco antes do regresso de Samuel de Champlain a França.